# Gonbad-e Qabus

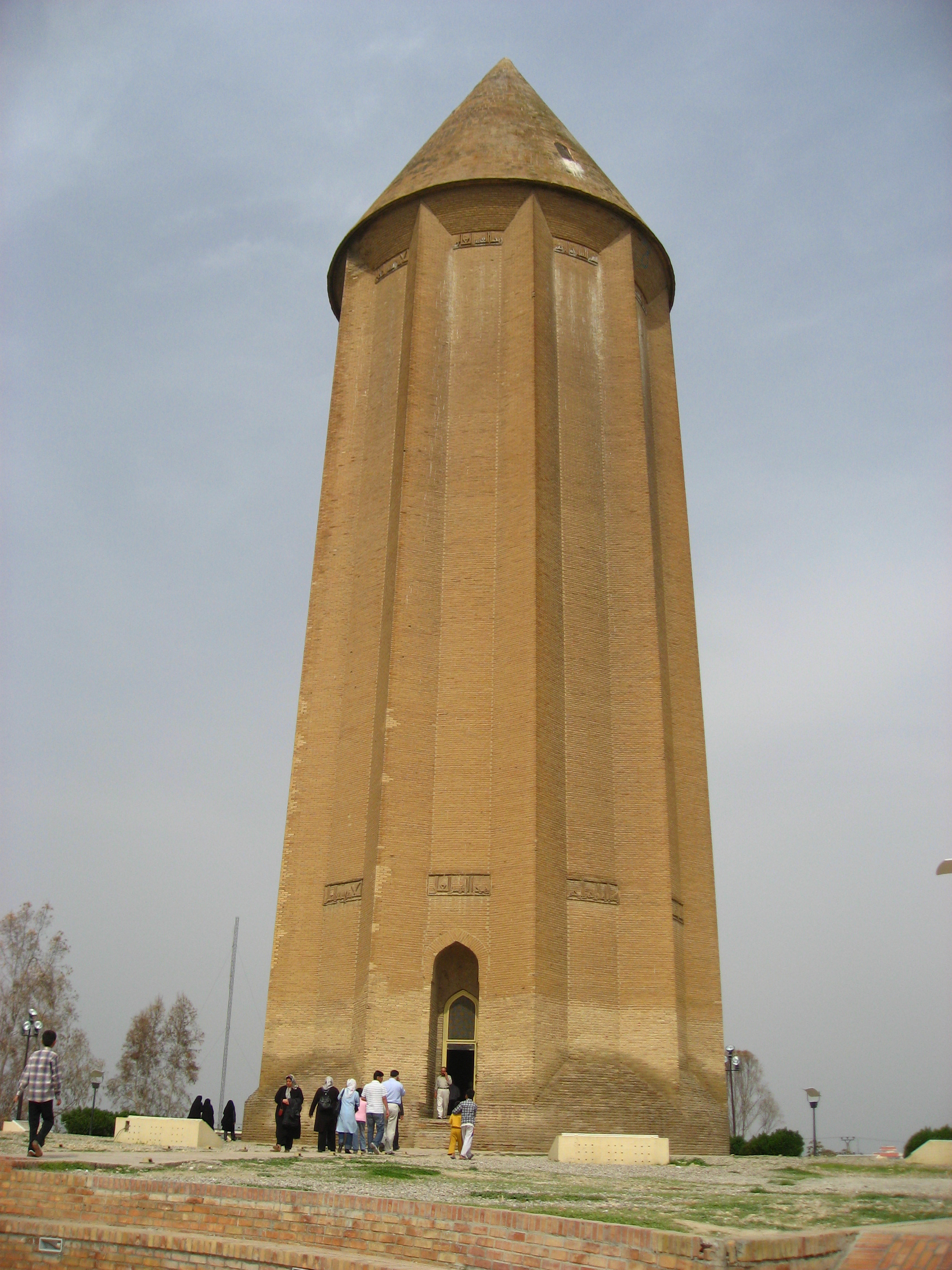
Gonbad-e Qabus

Der Gonbad-e Qabus (persisch گنبد قابوس) ist das 1006/07 errichtete Mausoleum des Ziyariden-Herrschers Qabus (regierte 978–981 und 987–1012) in der nordiranischen Provinz Golestan (früher Gorgan). Nach dem imposanten Monument benannt sind die Kleinstadt, in der das Grabmal steht, und der hauptsächlich von Turkmenen bewohnte Verwaltungsbezirk (Schahrestan) Gonbad-e Qabus, dessen Zentrum die Stadt bildet. Häufige Umschriftvarianten sind Gonbad-e Kabus, Gonbad-e Kavus, Gunbad-e-Qabus oder Gunbad-i-Qabus. Die Bezeichnung der einheimischen Turkmenen lautet „Kümmet Gowuz“.

## Erbauer
Schams al-Maali Abu l-Hasan Qabus ibn Wuschmgir, dessen Hof unter anderem so große Gelehrte wie al-Bīrūnī und Ibn Sina anzog und der selbst ein bekannter Dichter, Philosoph und Astrologe war, herrschte zu Beginn des 11. Jahrhunderts über Teile Gorgans und Tabaristans. Er regierte sein Fürstentum als orthodoxer Sunnit mit sehr harter Hand, weshalb er zeitweilig verbannt und nach seiner Rückkehr sogar ermordet wurde.

## Architektur

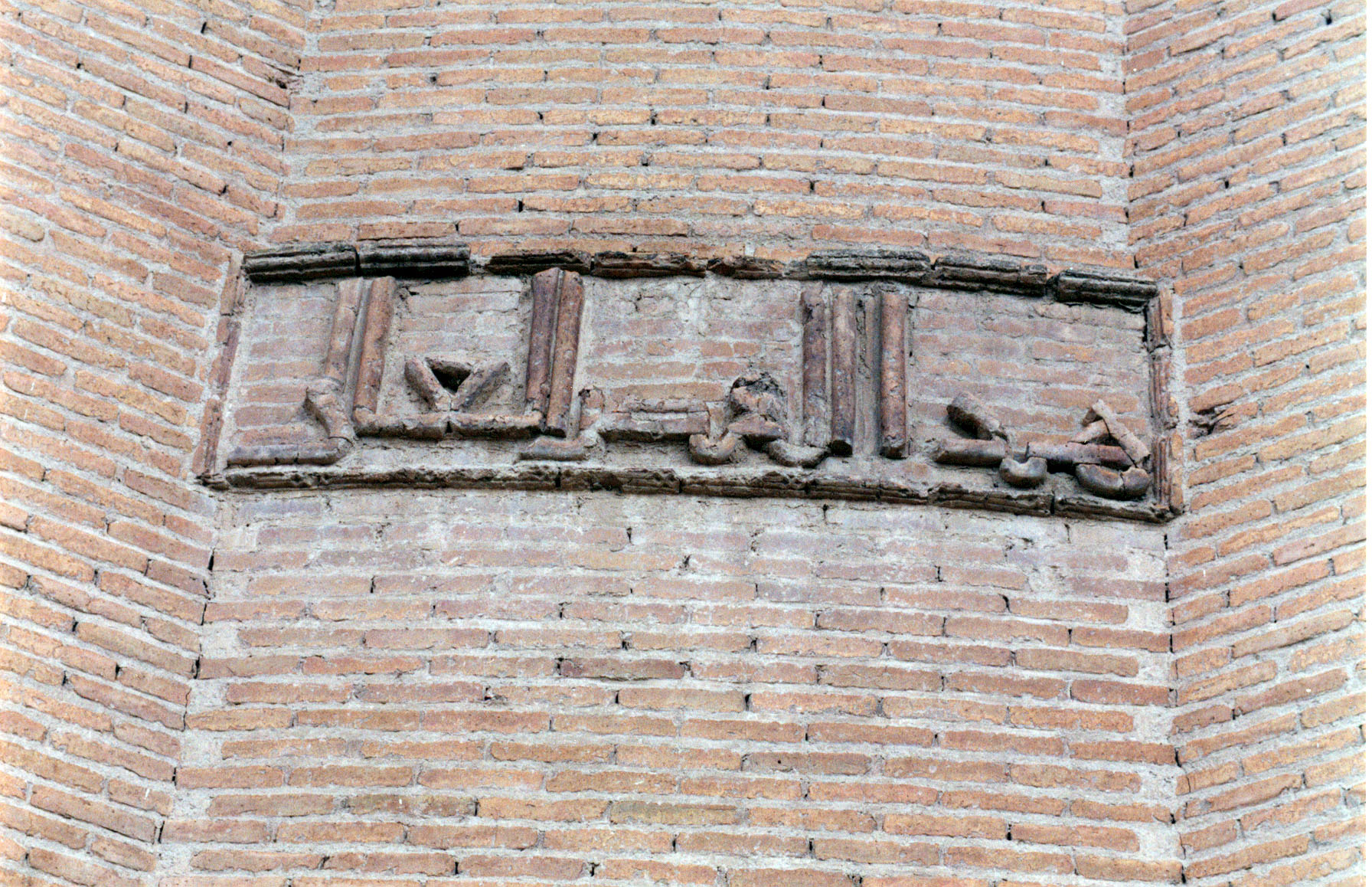
Teil der Inschrift mit der Bezeichnung al-qaṣr al-ʿālī

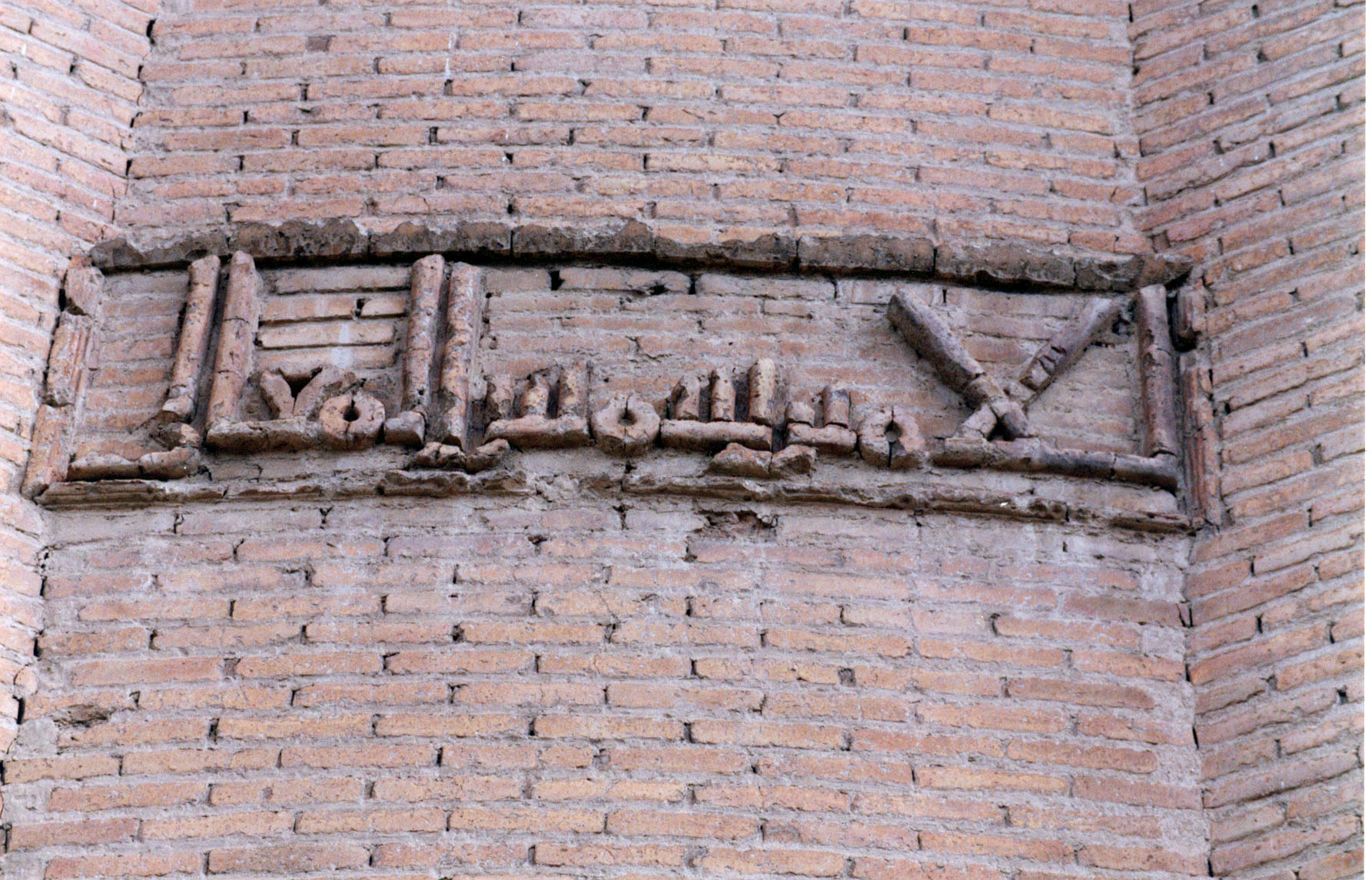
Teil der (sich reimenden) Inschrift mit dem laqab Šams al-Maʿālī

Der auf einem kleinen künstlichen Hügel stehende Gonbad („Kuppel“, gemeint „Grabturm“) – ein 52 m hoher, sich leicht verjüngender, zylindrischer Turm mit einem konischen Abschluss – ist ganz aus gebrannten Ziegeln gebaut. Seine Mauern weisen an der Basis eine Dicke von drei Metern auf und sind außen mit zehn stützenden Strebepfeilern versehen. Eine fast schon moderne Ästhetik ausstrahlend, zeichnet sich das Monument durch eine starke Gewichtung der reinen Form und eine große Zurückhaltung bei der Dekoration aus. Lediglich über den Eingang (auf etwa acht Metern Höhe) sowie direkt unterhalb der graugrünen Kuppel sind zwei zehnteilige Bänder mit folgender Inschrift im Kufi-Duktus zu finden:
بسمله – هذا القصر العالى – للامير شمس المعالى – الامير بن الامير – الامير قابوس بن وشمكير – امر ببنائه فى حياته – سنة سبع وتسعين – وثلثمائة قمرية – وسنة خمس وسبعين – وثلثمائة شمسية
„Im Namen Gottes, dieses hohe Schloss gehört dem Emir Schams al-Maali, dem Emir und Sohn eines Emirs, dem Emir Qabus ibn Wuschmgir. Er ordnete seinen Bau zu seinen Lebzeiten an, im Mondjahr 397, im Sonnenjahr 375.“
Da die genannten Hidschri-Jahre den christlichen Zeiträumen 27. September 1006 bis 16. September 1007 und 15. März 1006 bis 14. März 1007 entsprechen, muss das Grabmal zwischen Ende September 1006 und Mitte März 1007 (also während Qabus’ zweiter Herrschaft) errichtet worden sein. 
Eine einzige, mit einem Spitzbogen abschließende Öffnung an der Ostseite des Turms gewährt Einlass in das schmucklose, durchgehend hohle Innere des Baus mit einem Durchmesser von fast 10 Metern. Qabus’ heute verschwundener Glassarg soll hier einst mit Ketten am Kuppelgewölbe befestigt gewesen sein, sodass er in 45 m Höhe über dem Boden schwebte. Auf der östlichen Seite des zeltähnlichen Daches gibt es eine kleine Öffnung, durch die die Strahlen der Morgensonne auf den hier befindlichen Sarg fallen konnten. Dies deutet auf ein Fortbestehen zoroastrischer Vorstellungen hin, denn in den Begräbnisriten der altiranischen Religion war es wichtig, dass der Leichnam keinen Kontakt mit dem Erdboden hatte und am vierten Tage nach dem Tod den Strahlen der Sonne ausgesetzt war, auf denen die Seele dann dem Himmel zustreben konnte.

## Bedeutung
Das in frühislamischer Zeit bestehende Verbot zum Bau von Mausoleen wurde Anfang des 9. Jahrhunderts erstmals durchbrochen. Am Beginn der erhaltenen islamischen Mausoleen steht der Kuppelbau der Samaniden in Buchara, der vor 943 datiert wird. Der mit einer Rundkuppel abschließende quadratischen Baukörper wurde zum Modell für zahllose Mausoleen, besonders als Qubba in arabischen Ländern. Im persischen Raum trat im 11. Jahrhundert der gänzlich andere Bautyp der Grabtürme (Gonbad) an seine Stelle. Vorbildhaft wurde hierfür der Gonbad-e Qabus. Er ist das Wahrzeichen der Region und der höchste sowie besterhaltene einer Vielzahl von Grabtürmen im nördlichen Iran. Wie andere, ähnlich gestaltete Grabtürme, so kann auch er als ein „ins Dauerhafte geformter Abkömmling des nomadischen Grabzelts“ angesehen werden. 2012 wurde das Monument in die Liste des UNESCO-Weltkulturerbes aufgenommen.